# Mandalorianské války
Mandalorianské války (anglicky Mandalorian Wars) jsou fiktivní konflikty v prostředí Hvězdných válek. Jejich průběh posloužil jako podklad pro události, jež předcházely hlavnímu ději počítačových her Star Wars: Knights of the Old Republic a Star Wars: Knights of the Old Republic II: The Sith Lords, vzdáleně pak také novější MMORPG Star Wars: The Old Republic. Podrobně byly Mandalorianské války představeny ve stejnojmenné padesátidílné sérii komiksů z dílny Dark Horse Comics. Mandalorianské války vypukly dvacet let po ukončení Velké sithské války a stará Republika ještě nebyla plně zotavena. Toho chtěl využít ambiciózní vůdce Mandalorianů, jenž sjednotil roztříštěné klany tohoto válečnického národa.

## Průběh konfliktu
Mandaloriani se aktivně účastnili už Velká sithské války. Nejprve se pokoušeli bojovat s Krathy: Mandalore "Nezdolný" vyzval k souboji Ulica Qel-Dromu. Byl sice poražen, ale přísahal mu i Exar Kunovi a Sithům věrnost. Podíleli se na válečných ukrutnostech obou temných pánů a vysloužili si nepřátelství Republiky i Jediů. Spolupráce se Sithy skončila fiaskem při ústupu na Dxun po třetí bitvě o Onderon. Mandalore Nezdolný byl zabit a jeho masky se v džungli zmocnil ten, který se prohlásil za nového vůdce. Říkal si Mandalore Největší.
Po Sithské válce upevňoval moc a sjednocoval roztroušené mandalorianské kmeny. Měl však k dispozici málo zkušených bojovníků, tak nařídil sehnat nové rekruty. Vybudovat novou armádu trvalo dvacet let a nazval ji stylově Mandalorianští novo-křižáci (Mandalorian Neo-crusaders).

### Války ve Vnějším pásu (3976–3966 BBY)
Mandalorianští veteráni ze Sithské války s každým rokem očekávali svou "Velkou poslední bitvu", až nakonec Mandalore Největší nařídil armádě pohyb. V roce 3976 BBY vydal tajný rozkaz zaútočit na oslabenou Republiku, přestože jeho klany nebyly na takový konflikt ani zdaleka připraveny. Začal tedy opatrně dobývat pouze hraniční planety na Vnějším pásu galaxie. Brzy ale ovládl větší území než např. říši Huttů.
Při dobývání světů si počínali obzvlášť brutálně a jejich řádění nejvíce odnesl v roce 3973 BBY Cathar, když Cassus Fett nechal obyvatele světa zlikvidovat. Republikový senát i přes opakované žádosti světů z Vnějším pásu o pomoc nechtěl galaxii zatáhnout do této velké války, dokud Mandaloriani nezaútočí přímo do republikového teritoria. Ti tohoto postoje zdatně využívali a na dobytých planetách rabovali nerostné zásoby k vývoji lepších zbraní i lodí. Obyvatele zotročili a z jejich řad vybírali další bojovníky.
Republika řádění Mandalorianů přehlížela ještě dalších deset let, než se mandalorianské armády přesunuly nebezpečně blízko Tarisu a zaútočily na světy, jež byly jejími hlavními zásobitely. Taris byl v roce 3966 BBY narychlo přijat do Republiky a ta vyslala válečné lodě k ochraně sektoru. Jenže akce měla spíše charakter estrády.

### Falešná válka (3965–3964 BBY)
V roce 3965 BBY došlo k prvním bitvám mezi Republikou a Mandaloriany, avšak končily často nerozhodně s minimem ztrát. Další rok se zdálo, že se postup Mandalorianů zastavil, ale příčinou byla celkem rok trvající kampaň na světě Flashpoint, kterému se dařilo odolávat mandalorianské invazi. Nic netušící Republika, v iluzi falešného bezpečí, tedy odmítala vidět hrozbu, což se Mandalorianům hodilo.
Mandalore začal obsazovat obchodní tepny Vnějšího pásu a překvapivým úderem se chystal obsadit Taris a mnohé další světy spřízněné s Republikou. Na situaci na Vnějším pásu vážně upozorňoval mladý Jedi, jemuž se přezdívalo Revanšista. Požadoval, aby se řád Jedi zapojil ihned do konfliktu, jenže u Rady se svou žádostí neuspěl s vysvětlením, že se řád ještě nevzpamatoval z války před 30 lety. Mistři Jedi si byli vědomi, že za vším stojí daleko temnější pozadí, proto prozatím vyčkávala a pozorovala vývoj. Revan se s nečinností nehodlal smířit a se svým přítelem Alekem začal v řadách Jediů rekrutovat dobrovolníky podobného názoru, aby šli s nimi na okraj galaxie bojovat. Začali si říkat Revanchisté.
Nebyli však jediní. Mistr Krynda Draay po válce s Exarem Kunem vytvořila odnož Jediů zabývající se jasnovidectvím, kterou pojmenovala "Dohoda" (Covenant). Její buňka na Tarisu odhalila, že se Sithové skutečně vracejí a jeden z Padawanů se stane novým Temným pánem ze Sithu, jenž rozloží celý řád. Hlavní mistr Covenantu rozhodl, že se budou všichni jeho Padawani obětovat, aby se tomuto proroctví zabránilo. Tímto padawanským masakrem však nedosáhl ničeho, navíc jeden z nich jménem Zayne Carrick přežil. Občané Tarisu pak zcela ztratili důvěru v Jedie, navíc z planety odešli lidi i jejich investice. Na Tarisu vypukla krize, jež se stala roznětkou plnohodnotného konfliktu.

### Invaze do Republiky (3963 BBY)
Mandalore Největší tedy vydal rozkaz k symbolickému zahájení invaze do Republiky na místě, kde jeho lid utrpěl od nepřítele ostudnou porážku. Nechal obsadit planetu Onderon z měsíce Dxunu, který jeho muži léta potají opevnili. Než stihla Republika zareagovat, vynořily se dlouho schovávané obří mandalorianské armády, kterým velel generál Cassus Fett, a útočily ze tří různých směrů. Ten vedený na Tariský sektor byl přímo dozorován samotným Mandalorem.
Část flotily zaútočila na Vanquo, aby rozdělila flotilu nepřítele na menší části. Admirál Jimas Veltraa a Noma Sommos museli na obranu Vanqua vyslat letku pod vedením Saula Karatha, ale jen oslabili svá vojska tak, že celá linie u Tarisu brzy padla. Při pokusu přeskupit se byl zabit admirál Veltraa a flotila se ze sektoru stáhla úplně. Taris se poté musel bránit Mandalorianům sám v První bitvě o Taris.
Po těchto událostech zesílil hlas Revanchistů, kteří se více vzpouzeli radě. Ta byla rozezlena, když jich bylo pár zajato na planetě Suurja. Zbylé Revanchisty přesto poslala na záchrannou misi. Mezitím se na planetě Flashpoint rozjely mandalorianské experimenty na zajatých rytířích Jedi. Přestože byli Revanchisté na cestě, připletl se do této mise i Zayne Carrick, jenž zajaté Jedie osvobodil. Mezi zajatci byl dokonce i Malak.
Republikový senát nařídil mobilizaci, když Mandaloriani dokončili obsazení Vnějšího pásu. Zdecimované flotile velel nově povýšený admirál Saul Karath a z planety Ralltiir nařídil protiútok na Serroco, který však skončil pro Republiku velice ostudně, nejen svým výsledkem. Vojenské objekty totiž byly umístěné do velkých měst kvůli domněnce, že nikdo nebude útočit do hustě osídlených míst. Mandaloriani to považovali za zbabělou "válku beze cti" a všechna města na povrchu vybombardovala jadernými zbraněmi, bez slitování, skrupulí a za cenu ohromných ztrát. Podobně dopadly i další světy jako Duro, Dagary Minor a Eres III.
Na dobytých světech Mandaloriani verbovali další rekruty a připravovali se na útok na Alderaan. Avšak na Jebble, kde se chystali, vypukla epidemie nemoci způsobující přeměnu v Rakghouly, zavlečená z Tarisu a dle informací republikových tajných služeb vypukla mezi Mandaloriany vzpoura. Rada Jedi tuto informaci považovala za potvrzení, že nezasahovat do dění je správné.

#### Zásah Revanchistů (3963 BBY)
Vzhledem k vojenským neúspěchům oficiálně požádal Senát mistry Jedi o pomoc. Rada odmítla a vyzývala k trpělivosti a důkladnému posouzení hrozby. Mistr Vandar Tokare byl pod vlivem vize, že se galaxie utopí v krvi ve válce, jaká neměla dosud obdoby. Jenže úsudek Rady byl špatný.
Na Coruscant došly zprávy o mandalorianských ukrutnostech z posledních deseti let na Vnějším pásu. Zvláště genocida na Catharu přimělo vůdce Revanchistů, nyní známého jako Revan, k výpravě na planetu vyšetřit, co se tam stalo. Do cesty se mu však postavili mistři, kteří požadovali okamžité rozpuštění výpravy i jejich uskupení. Přesto se Revanovi povedlo přivézt důkazy o genocidě a své nálezy veřejně prezentoval, čímž popudil veřejnost proti Radě Jediů, jež stále trvala na zdrženlivosti. Revanovi se však otevřela jiná možnost. Navrhl, aby se Revanchisté připojili nikoliv jako bojovníci, ale jako příslušníci vojenských nemocnic. Pod tlakem veřejnosti i faktu, že za posledních pár generací nikdy nezakázala Jediům působit ve zdravotních sborech, účast s jistou dávkou nevole povolila. Revan s Malakem pak využili masakr na Catharu jako hlavní argument k verbování dalších Jediů.
V následujících týdnech byli Revanchisté místo ke zdravotníkům nasazováni do bojů. Jak jejich počet rostl, stávala se Revanova jednotka klíčovou složkou úspěšných protiútoků. Revan s Malakem se ukázali být vynikajícími stratégy, takže je Republika oba povýšila do pozic hlavních velitelů a svěřila jim přímé velení nad třetinou celé flotily. Napůl zdecimovaná republiková flotila se postavila pod jejich vedením opět na nohy a začala nepřítele vytlačovat z vnitřních pásů galaxie.
Revanův zásah sice znamenal naprostý obrat ve válce, ale nebylo to zadarmo. Revan s Malakem se časem uchylovali k nechutným rozhodnutím zanechat nedůležité světy bez ochrany, aby dosáhli svých "vyšších" válečných cílů. Oba začali být chladnokrevní a vypočítaví a přestali ctít některé zásady rytířů Jedi, jež považovali za největší slabiny. Pomalu a jistě se z obou jedijských generálů stali zrovna takoví nelítostní bojovníci, jakými byli Mandaloriani.
Po Druhé bitvě o Taris a osvobození Onderonu byli Mandaloriani vytlačeni zpět za okraj Republiky. Ani vítězství Cassuse Fetta při bitvě u hvězdokupy Jaga Mandalorianům nepomohla a byli nuceni stáhnout se do neznámých končin galaxie, kam je Revan s Malakem následovali. Narazili na svět Althir, kde zmasakrovali značnou část mandalorianské pěchoty, nicméně toto vítězství Republiku stálo mnoho životů, podobně jako v bitvě o Dxun, kde podle výpočtů Canderouse Orda na jednoho padlého Mandaloriana připadlo nejméně deset republikových vojáků.

### Zkáza na Malachoru V (3960 BBY)
Ještě před zapojením Revanchistů do válečné mašinérie Revan tajně navštívil ztracenou sithskou planetu Malachor V, když hledal světy, na nichž by vybudoval v pozdějších fázích podpůrné přístavy pro svou flotilu. Dozvěděl se, že je Malachor V pro Mandaloriany zapovězená planeta a sám se přesvědčil, proč tomu tak je: temná strana Síly.
V roce 3960 BBY pak po letech nařídil flotile zaujmout pozice na orbitě Malachoru, aby se připravila na konečné zúčtování s Mandaloriany. Velení přenechal pouze těm, kterým maximálně důvěřoval, a nechal tajně na povrchu planety zkonstruovat superzbraň, známou jako "Generátor temné hmoty". Ovládání svěřil své druhé nejvěrnější rytířce Jedi Meetře Surik, jež velela akcím na Dxunu.
Revan pak nalákal zbytek mandalorianské flotily do blízkosti Malachoru V, aby nechal sklapnout připravenou past. Mandalorianské křižníky nechal natlačit nad orbitu, kde vypukla kolosální bitva. K ní se však Revan připojil pozdě, takže se zpočátku nevyvíjela dobře, ale nalodil se na velitelskou loď nepřítele a konfrontoval v boji muže proti muži samotného Mandalora Největšího. Při souboji Revan těžil hlavně z temné strany Síly emitované z povrchu planety, na níž během bitvy spoléhali i ostatní Jediové. Ti prakticky všichni do jednoho padli na Temnou stranu a s touto temnou vzpruhou zesílili tlak a flotilu Mandalorianů natlačili ještě blíže k povrchu Malachoru.
Jakmile se celá flotila Mandalorianů ocitla na dosah účinku generátoru, pokynula Meetra Surik na Bao-Dura, aby superzbraň zapnul. Za pár chvil byl k vidění hrůzný moment, jak energie z temné hmoty rozmetala mandalorianskou armádu včetně výrazné části republikové flotily, která byla také v oblasti účinku zbraně, na kusy. Vznikla obří gravitační bouře, jež všechny lodi v dosahu rozpárala a shodila z orbity na povrch planety, nebo je rozmetala po okolí. Superzbraň zničila i povrch planety, který byl rozmetán do širokého okolí a z celého světa zbylo jen nestabilní jádro se zbytky planetárního pláště.
Mandaloriani bez popraveného Mandalora Nejvyššího nebyli schopni po tomto masakru pokračovat v bitvě, takže přeživší podepsali bezpodmínečnou kapitulaci. Revan s Malakem se v Republice stali hrdiny a Mandaloriani prvního jmenovaného uctívali jako nejlepšího bojovníka, proti němuž kdy bojovali. Nicméně nikdo netušil, že byli nakaženi zhoubnými účinky temné strany Síly. Zanedlouho se vydali na další výpravu do neznáma, oficiálně stopovat zbytky Mandalorianů, ale zpátky o sobě nedali vědět. Oficiální představitelé Republiky i řádu Jedi se proto mylně domnívali, že v Neznámých regionech nalezli noví váleční hrdinové jen smrt.

### Důsledky konfliktu
Mandaloriani se po bitvě o Malachor V, která dle jejich víry znamenala "Velkou poslední bitvu", jako národ bojovníků zcela rozpadli a utrpěli škody, z nichž se již nikdy plně nevzpamatovali. Generátor temné hmoty zničil prakticky celou jejich flotilu a poté Revan veřejně popravil Mandalora Největšího a zabavil jeho masku, jež znamenala tradiční klenot předávaný při nástupnictví, čímž prakticky znemožnil tomuto válečnickému národu zvolit si nového vůdce.
Přeživší Mandaloriani byli odzbrojeni a rozprchli se po celém Vnějším pásu, kde bez velení brzy zdegenerovali. Mnozí vzali za vděk práci námezdních žoldnéřů a vymahačů dluhů, zneucťující jejich vlastnosti. Jiní se stali pouhými bandity.
V roce 3959 BBY se Revan s Malakem nečekaně vrátili z Neznámých regionů v čele ohromné flotily nového Sithského impéria, složené z republikových lodí, jež byly u Malachoru V, a z mnoha dalších zcela neznámé konstrukce. Flotila byla vedena zkušenými válečnými veterány, mezi něž patřil admirál Saul Karath, generál Derred a generál Mon Halan, kteří všichni zradili Republiku. Oba padlí rytíři Jedi se nyní nazývali Darth Revan a Darth Malak a vyhlásili Republice novou sithskou válku, ještě mnohem horší, než jakou rozpoutali Mandaloriané.

## Pozadí vzniku děje Mandalorianských válek
Námět Mandalorianských válek představila společnost BioWare, jež je využila jako pozadí příběhu ke hře Star Wars: Knights of the Old Republic, které probíhaly přibližně pět let před dějem této hry samotné. Moc detailů však nepřinesla, pouze skutečnost, že ten konflikt nastal, byl ze strany Mandalorianů veden nesmírně krutě, a byl ukončen kolosální bitvou u Malachoru V.
V pokračování The Sith Lords byl tento konflikt znovu oprášen a bylo tam naznačeno skutečné pozadí a motivy Mandalorianů, proč tehdy na Republiku zaútočili. V následujících letech byly v literatuře o Revanovi tyto skutečnosti potvrzeny.
Průběh války jako takové byl zaznamenán v sérii komiksů, které popisují podrobněji jednotlivé bitvy, další postavy, roli postavy Zayne Carricka, či postoje rady Jediů.
Problémová se stala datace událostí v této válce, neboť různé zdroje uváděly různá data, navíc do toho vstupuje i úhel pohledu obou stran konfliktu. Pro Mandaloriany tato válka začala už v roce 3976 BBY, kdy si začali podmaňovat světy ve Vnějším pásu, které nebyly součástí Republiky. Zato Republika považuje za start Mandalorianských válek až datum, kdy tito válečníci zahájili invazi do Republiky, tj. v roce 3963 BBY. Encyklopedie The New Essential Chronology situaci ještě více zkomplikovala nesprávnou datací na začátek těchto válek už v roce 3995 BBY a v komiksech se nově objevila roční až dvojroční perioda s názvem Falešná válka. Výsledkem těchto rozporů bylo definitivní stanovení na datech, jež jsou uvedeny v tomto článku.
Další časový nesoulad různých zdrojů byl zjištěn v čase, kdy přesně Revanchisté odešli do války. Dle dialogů přímo ve hrách se tak stalo přibližně pět let před dějem prvního dílu Star Wars: Knights of the Republic, tedy v roce 3961 BBY. Komiksová série i encyklopedie The New Essential Chronology však oba stanovují toto datum na rok 3963 BBY, tedy ještě o dva roky dříve.